# Особлива точка
Особлива точка — точка голоморфної функції, в якій функція не визначена, її границя нескінченна або границі не існує.
Для багатозначних аналітичних функцій до особливих точок також відносять точки розгалужень.
Можливі дві класифікації особливих точок. Перша по теоретико-множинним властивостям:
- ізольована особлива точка — точка, для якої існує проколотий окіл, в якому ця функція аналітична.
- неізольована особлива точка — особлива точка, що не є ізольованою.

## Види особливостей
- усувна особлива точка — точка, в якій функція не визначена, але границя функції існує і вона скінченна, отже, в цій точці функцію можна доповнити по неперервності.
- полюс — точка, в якій границя нескінченна. При розгляді функції як відображення не в комплексну площину, а на сферу Рімана, полюс не вважають особливою точкою (див. мероморфна функція).
- суттєво особлива точка — точка, в якій границя функції не визначена.

## Особливі точки на ріманових поверхнях
Особливі точки також можна розглядати у голоморфних функцій, визначених на рімановіх поверхнях.
Зокрема, якщо змінна z пробігає сферу Рімана, то особливість на нескінченності функції {\displaystyle \ f(x)} визначається за степенем «особливості» точки 0 для функції {\displaystyle F(w)=f\left({\frac {1}{w}}\right)}.